# Fridericus
Fridericus è un film del 1937 diretto da Johannes Meyer.
Interpretato da Otto Gebühr, il film è una delle numerose pellicole conosciute sotto il nome convenzionale di Fridericus-Rex-Filme: prodotti in una Germania che usciva dalla prima guerra mondiale in condizioni disastrose, i film su Federico il Grande esaltavano la sua figura di grande statista e di monarca di un piccolo stato, la Prussia, che lui era riuscito - attraverso le imprese militari - a imporre sullo scacchiere europeo portandolo alla pari delle grandi potenze dell'epoca.
Tratta dal romanzo biografico Fridericus di Walter von Molo, la storia del film si svolge durante la guerra dei sette anni, prendendo come uno dei principali spunti del racconto lo stretto rapporto che legava Federico II alla sorella, Guglielmina di Bayreuth.

## Produzione
Il film fu prodotto dalla Diana-Tonfilm GmbH (Berlin). Venne girato - dal giugno al settembre 1936 - nel Brandeburgo, a Blankensee, Glauer Berge e a Großbeeren. Per gli interni, furono utilizzati gli studi dell'Efa-Ateliers Berlin-Halensee.

## Distribuzione
Distribuito dalla Neue Deutsch Lichtspiel-Syndikat Verleih (N.D.L.S.), venne presentato in prima a Berlino l'8 febbraio 1937. In Austria, fu distribuito dalla Tassul Film, mentre negli Stati Uniti, fu proiettato il 24 febbraio 1939. Nel dopoguerra, con il titolo Der alte Fritz, venne riproposto agli spettatori della Germania Ovest in una versione tagliata della durata di 85 min.
Con il titolo Fridericus- Der alte Fritz, nel 2005 è uscita sul mercato tedesco, proposta dall'Universum Film, una versione in DVD/Blu-Ray. I diritti del film appartengono alla Fondazione Friedrich Wilhelm Murnau e la pellicola si trova conservata negli archivi della Deutsche Kinemathek - Museum für Film und Fernsehen, Deutsches Filminstitut - DIF.